# Емил Цанев (режисьор)
Вижте пояснителната страница за други личности с името Емил Цанев.
Емил Георгиев Цанев е български сценарист и режисьор.

## Биография
Роден е в Добрич на 8 септември 1953 г. Завършва през 1979 г. ВИТИЗ „Кръстьо Сарафов" със специалност кинорежисура. Награден е на фестивала „При Футура“ – Берлин през 1991 г. за филма си Мадам Бовари от Сливен (1991).
Емил Цанев умира на 40 години при автомобилна катастрофа на 20 декември 1993 г. до Велико Търново.

## Филмография
Като режисьор:
- Мадам Бовари от Сливен (1991)
- Право на избор (1989)
- Стената (1984)
- Такава, каквато бях (1982) (документален)

Като сценарист:
- Такава, каквато бях (1982)